# Hollidaysburg
Hollidaysburg é um distrito localizado no estado norte-americano de Pensilvânia, no Condado de Blair.

## Demografia
Segundo o censo norte-americano de 2000, a sua população era de 5368 habitantes.
Em 2006, foi estimada uma população de 5538, um aumento de 170 (3.2%).

## Geografia
De acordo com o United States Census Bureau tem uma área de 6,1 km², dos quais 6,1 km² cobertos por terra e 0,0 km² cobertos por água. Hollidaysburg localiza-se a aproximadamente 393 m acima do nível do mar.

## Localidades na vizinhança
O diagrama seguinte representa as localidades num raio de 16 km ao redor de Hollidaysburg.